# Consell Tribal Dakota Ojibway
El Consell Tribal Dakota Ojibway (DOTC) és una organització de comunitats de Primeres Nacions a Manitoba, Canadà. La seva declaració de missió indica que el propòsit del consell és "facilitar la transferència de control local i la responsabilitat dels programes i serveis a les bandes membres".

## Història
El DOTC va ser establert a Brandon (Manitoba) a l'agost de 1974, el que va implicar essencialment la Regió Sud-oest de la Germandat Índia de Manitoba.

## Membres
Quan es va fundar el DOTC tenia 10 membres. Des de llavors, ha crescut i s'han reduït en membres.

### Membres actuals
- Primera Nació Long Plain
- Primera Nació Anishinabe Roseau River
- Primera Nació Sandy Bay
- Primera Nació Swan Lake
- Primera Nació Birdtail Sioux
- Primera Nació Waywayseecappo

### Antics membres
- Primera Nació Canupawakpa Dakota
- Primera Nació Dakota Plains wahpeton
- Nació Dakota Sioux Valley

## Serveis
- Dakota Ojibway Community Futures Development Corporation
- Dakota Ojibway Health Services
- Dakota Ojibway Tribal Council Administration & Finance
- Dakota Ojibway Tribal Council Advisory Department
- Dakota Ojibway Tribal Council Education Services
- Dakota Ojibway Tribal Council Housing Authority
- Dakota Ojibway Tribal Council Social Development
- Dakota Ojibway Police Service
- Yellowquill College